# 珍珠垭水库
珍珠垭水库是中国四川省绵阳市梓潼县境内的一座水库，位于涪江支流双板河上，建于1976年。水库正常库容为1375万立方米，集雨面积为53平方千米，海拔为549.75米。